# 安平站 (全罗南道)
安平站（：／ Anpyeong yeok */?）是位于韩国全罗南道长城郡长城邑安平里的一个车站，属于湖南线和长城货物线。

## 历史
- 1966年8月30日 - 落成使用。

## 相鄰車站
韓國鐵道公社
湖南線
白羊寺－安平－長城